# Amphoe Hat Yai
Amphoe Hat Yai (auch Haad Yai, thailändisch อำเภอ หาดใหญ่) ist ein Landkreis (Amphoe – Verwaltungs-Distrikt) in der Provinz Songkhla. Die Provinz Songkhla liegt in der Südregion von Thailand. 
Hat Yai ist ebenfalls der Name einer Großstadt (Thesaban Nakhon) in der Provinz Songkhla.

## Geographie
Benachbarte Amphoe sind vom Westen her gesehen: die Amphoe Khuan Kalong der Provinz Satun sowie die Amphoe Rattaphum, Bang Klam, Khuan Niang, Singhanakhon, Mueang Songkhla, Na Mom, Chana, Sadao und Khlong Hoi Khong in der Provinz Songkhla.
Im nordöstlichen Teil des Landkreises liegt das Ufer des Songkhla-Sees.

## Ausbildung
Im Amphoe Hat Yai befindet sich der Hauptcampus der Prince of Songkla-Universität.

## Verwaltung

### Provinzverwaltung
Der Kreis ist in 13 Kommunen (Tambon) eingeteilt, die weiter in 98 Dorfgemeinschaften (Muban) gegliedert sind.
| Nr. | Name            | Thai       | Muban | Einw.   |
| --- | --------------- | ---------- | ----- | ------- |
| 1.  | Hat Yai         | หาดใหญ่     | 0-    | 157.917 |
| 2.  | Khuan Lang      | ควนลัง      | 06    | 041.548 |
| 3.  | Khu Tao         | คูเต่า       | 10    | 010.922 |
| 4.  | Kho Hong        | คอหงส์      | 08    | 045.052 |
| 5.  | Khlong Hae      | คลองแห     | 11    | 031.603 |
| 7.  | Khlong U Taphao | คลองอู่ตะเภา | 04    | 002.810 |
| 8.  | Chalung         | ฉลุง        | 06    | 007.202 |
| 11. | Thung Yai       | ทุ่งใหญ่      | 06    | 005.037 |
| 12. | Thung Tam Sao   | ทุ่งตำเสา    | 10    | 015.977 |
| 13. | Tha Kham        | ท่าข้าม      | 08    | 007.909 |
| 14. | Nam Noi         | น้ำน้อย      | 10    | 013.405 |
| 16. | Ban Phru        | บ้านพรุ      | 11    | 029.191 |
| 18. | Phatong         | พะตง       | 08    | 013.559 |

Hinweis: Die fehlenden Nummern (Geocodes) beziehen sich auf die Tambon, aus denen heute die Amphoe Bang Klam und Khlong Hoi Khong bestehen.

### Lokalverwaltung
Hat Yai (เทศบาลนครหาดใหญ่) ist eine Großstadt (Thesaban Nakhon) im Landkreis, sie besteht aus dem gesamten Tambon Hat Yai.
Es gibt weiterhin fünf Städte (Thesaban Mueang) im Landkreis:
- Ban Phru (เทศบาลเมืองบ้านพรุ) besteht aus Teilen des Tambon Ban Phru,.
- Kho Hong (เทศบาลเมืองคอหงส์) besteht aus dem gesamten Tambon Kho Hong.
- Khuan Lang (เทศบาลเมืองควนลัง) besteht aus dem gesamten Tambon Khuan Lang.
- Khlong Hae (เทศบาลเมืองคลองแห) besteht aus dem gesamten Tambon Khlong Hae.
- Thung Tamsao (เทศบาลเมืองทุ่งตำเสา) besteht aus dem gesamten Tambon Thung Tamsao.

Es gibt außerdem vier Kleinstädte (Thesaban Tambon) im Landkreis:
- Pha Tong (เทศบาลตำบลพะตง), sie bestehend aus Teilen des Tambon Phatong,
- Ban Rai (เทศบาลตำบลบ้านไร่), bestehend aus weiteren Teilen des Tambon  Ban Phru,
- Nam Noi (เทศบาลตำบลน้ำน้อย), bestehend aus dem gesamten Tambon Nam Noi,
- Khu Tao (เทศบาลตำบลคูเต่า), bestehend aus dem gesamten Tambon Khu Tao.

Daneben gibt es fünf „Tambon-Verwaltungsorganisationen“ (TAO, องค์การบริหารส่วนตำบล) für die Tambon oder die Teile von Tambon im Landkreis, die zu keiner Stadt gehören.